# Khāneqāh-e Sādāt
Khāneqāh-e Sādāt (persiska: خانقاه سادات, خَنَيَ, خانِقاه سادات) är en ort i Iran.   Den ligger i provinsen Ardabil, i den nordvästra delen av landet, 300 km nordväst om huvudstaden Teheran. Khāneqāh-e Sādāt ligger 1 917 meter över havet och antalet invånare är 304.
Terrängen runt Khāneqāh-e Sādāt är kuperad åt sydväst, men åt nordost är den bergig. Terrängen runt Khāneqāh-e Sādāt sluttar västerut. Runt Khāneqāh-e Sādāt är det ganska glesbefolkat, med 38 invånare per kvadratkilometer. Närmaste större samhälle är Khalkhāl, 3,5 km väster om Khāneqāh-e Sādāt. Trakten runt Khāneqāh-e Sādāt består i huvudsak av gräsmarker.